# Венаюган
Венаюган — река в России, протекает по Ханты-Мансийскому АО. Устье реки находится в 148 км от устья реки Итьях по левому берегу. Длина реки составляет 29 км. Река вытекает из безымянного озера в Сургутском районе и течёт на запад, примерно через 2 км пересекая границу с Ханты-Мансийским районом, по которому дальше протекает до устья. Населённых пунктов по берегам реки нет.

## Данные водного реестра
По данным государственного водного реестра России относится к Верхнеобскому бассейновому округу, водохозяйственный участок реки — Обь от города Нефтеюганск до впадения реки Иртыш, речной подбассейн реки — Обь ниже Ваха до впадения Иртыша. Речной бассейн реки — (Верхняя) Обь до впадения Иртыша.
Код объекта в государственном водном реестре — 13011100212115200051526.